# Fritz Flachberger (Leichtathlet)
Fritz Flachberger (* 18. Februar 1912 in Salzburg; † 29. Juli 1992 ebenda) war ein österreichischer Hochspringer.
Bei den Olympischen Spielen 1936 in Berlin schied er in der Qualifikation aus.
1935, 1936 und 1939 wurde er Österreichischer Meister. Am 19. Juli 1936 stellte er in Prag mit 1,88 m einen nationalen Rekord auf, der 13 Jahre lang Bestand hatte.